# Echeveria steyermarkii
Echeveria steyermarkii är en fetbladsväxtart som beskrevs av Paul Carpenter Standley. Echeveria steyermarkii ingår i släktet Echeveria och familjen fetbladsväxter. Inga underarter finns listade i Catalogue of Life.